# قلب الدفاع
قلب الدفاع (بالفرنسية: Coeur Défense)‏ هو مُجمع مكاتب يقع في الحيّ التجاري لا ديفونس في فرنسا على أرض بلدية كوربفوا. بمساحة 350 000 m2، وهو من أكبر المُجمعات العقارية القابلة للاستخدام في أوروبا مع قصر البرلمان في بوخارست.

## الإنشاء
تم بناء المجمع من قبل مجموعة بويجز الصناعية عام 2001م على أنقاض برج إيسو (بالإنجليزية: Esso Tower)‏، وهو أول مبنى عصري يتم هدمه في حي الدفاع. يتكون قلب الدفاع من برجين من 40 طابقًا وثلاث عمارات من 8 طوابق. يبلغ ارتفاع البرجين 161 مترًا وعرضهما 24 مترًا، مع استدارة في أطرافهما، ويرتبط البرجان في إحدى جهاتهما، مما يجعلهما شبيهين بالبرجين السياميين.

## روابط خارجية
- الموقع الرسمي